# CTS 대한민국 K-가스펠
《CTS 대한민국 K-가스펠》은 코로나19로 지친 이들을 위로하고 회복시키는 CTS기독교TV의 찬양오디션 프로그램이다.

## MC
- 류지광= 가수

## 심사위원
- 송정미= 찬양사역자
- 알리= 가수
- 하덕규 = 교수
- 김문택= 교수
- 루카= 가수
- 염평안= 작곡가
- 배다해= 가수
- 김문정
- 전용대
- 최미

## 수상자
| 시즌 | 대상   | 금상     | 은상     | 동상                 |
| ---- | ------ | -------- | -------- | -------------------- |
| 1    | JM     | 정은주   | 오장한   | 곽은기 이예진        |
| 2    | 송주섭 | 에스미션 | 국가스펠 | 최진호 미라클 보이스 |